# Campeonato Polonês de Patinação Artística no Gelo

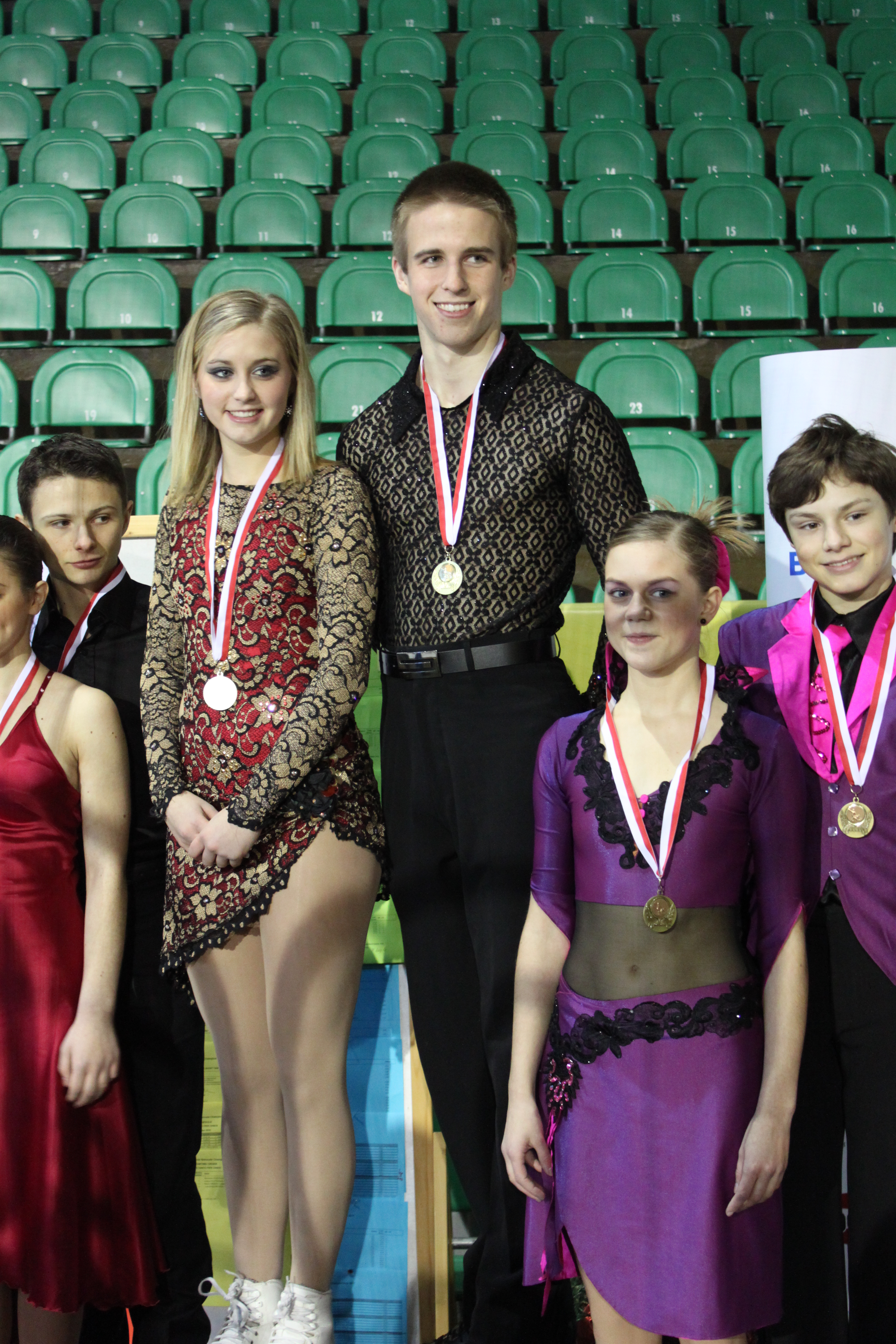
Podium 2010 com os patinadores Baily Carroll e Peter Gerber

O Campeonato Polonês de Patinação Artística no Gelo (em polonês/polaco:  Mistrzostwa Polski w łyżwiarstwie figurowym) é uma competição nacional anual de patinação artística no gelo da Polônia. Os patinadores competem em quatro eventos, individual masculino, individual feminino, duplas e dança no gelo. 
A competição determina os campeões nacionais e os representantes da Polônia em competições internacionais como Campeonato Mundial, Campeonato Mundial Júnior, Campeonato Europeu e os Jogos Olímpicos de Inverno.
Desde de 2009 a competição é disputada junto com os campeonatos tcheco (2009), eslovaco (2009) e húngaro (2014), sendo que os patinadores competem simultaneamente, e tem formado os pódios para cada país.

## Edições
| Ano        | Edição                                               | Cidade sede                                          | Sênior                                               | Sênior                                               | Sênior                                               | Sênior                                               | Ref                                                  |
| Ano        | Edição                                               | Cidade sede                                          | M                                                    | F                                                    | P                                                    | D                                                    | Ref                                                  |
| ---------- | ---------------------------------------------------- | ---------------------------------------------------- | ---------------------------------------------------- | ---------------------------------------------------- | ---------------------------------------------------- | ---------------------------------------------------- | ---------------------------------------------------- |
| 1922       | 1.ª                                                  | Varsóvia                                             | •                                                    | –                                                    | •                                                    | –                                                    | [ 1 ]                                                |
| 1923       | 2.ª                                                  | Lvov                                                 | •                                                    | –                                                    | •                                                    | –                                                    | [ 2 ]                                                |
| 1924       | 3.ª                                                  | Varsóvia                                             | •                                                    | –                                                    | •                                                    | –                                                    | [ 3 ]                                                |
| 1925– 1926 | Não houve competição                                 | Não houve competição                                 | Não houve competição                                 | Não houve competição                                 | Não houve competição                                 | Não houve competição                                 | Não houve competição                                 |
| 1927       | 4.ª                                                  |                                                      | •                                                    | –                                                    | •                                                    | –                                                    | [ 4 ]                                                |
| 1928       | 5.ª                                                  |                                                      | •                                                    | –                                                    | •                                                    | –                                                    | [ 5 ]                                                |
| 1929       | 6.ª                                                  |                                                      | •                                                    | –                                                    | •                                                    | –                                                    | [ 6 ]                                                |
| 1930       | 7.ª                                                  |                                                      | •                                                    | •                                                    | •                                                    | –                                                    | [ 7 ]                                                |
| 1931       | 8.ª                                                  |                                                      | •                                                    | •                                                    | •                                                    | –                                                    | [ 8 ]                                                |
| 1932       | 9.ª                                                  |                                                      | •                                                    | •                                                    | •                                                    | –                                                    | [ 9 ]                                                |
| 1933       | 10.ª                                                 |                                                      | •                                                    | •                                                    | •                                                    | –                                                    | [ 10 ]                                               |
| 1934       | 11.ª                                                 |                                                      | •                                                    | •                                                    | •                                                    | –                                                    | [ 11 ]                                               |
| 1935       | 12.ª                                                 |                                                      | •                                                    | •                                                    | •                                                    | –                                                    | [ 12 ]                                               |
| 1936       | 13.ª                                                 |                                                      | •                                                    | •                                                    | •                                                    | –                                                    | [ 13 ]                                               |
| 1937       | 14.ª                                                 |                                                      | •                                                    | •                                                    | •                                                    | –                                                    | [ 14 ]                                               |
| 1938       | 15.ª                                                 |                                                      | •                                                    | •                                                    | •                                                    | –                                                    | [ 15 ]                                               |
| 1939       | 16.ª                                                 |                                                      | •                                                    | •                                                    | •                                                    | –                                                    | [ 16 ]                                               |
| 1940– 1945 | Não houve competição devido à Segunda Guerra Mundial | Não houve competição devido à Segunda Guerra Mundial | Não houve competição devido à Segunda Guerra Mundial | Não houve competição devido à Segunda Guerra Mundial | Não houve competição devido à Segunda Guerra Mundial | Não houve competição devido à Segunda Guerra Mundial | Não houve competição devido à Segunda Guerra Mundial |
| 1946       | 17.ª                                                 |                                                      | –                                                    | •                                                    | –                                                    | –                                                    | [ 17 ]                                               |
| 1947       | 18.ª                                                 |                                                      | •                                                    | •                                                    | •                                                    | –                                                    | [ 18 ]                                               |
| 1948       | Não houve competição                                 | Não houve competição                                 | Não houve competição                                 | Não houve competição                                 | Não houve competição                                 | Não houve competição                                 | Não houve competição                                 |
| 1949       | 19.ª                                                 |                                                      | •                                                    | •                                                    | •                                                    | –                                                    | [ 19 ]                                               |
| 1950       | 20.ª                                                 |                                                      | •                                                    | •                                                    | •                                                    | –                                                    | [ 20 ]                                               |
| 1951       | 21.ª                                                 |                                                      | •                                                    | •                                                    | •                                                    | –                                                    | [ 21 ]                                               |
| 1952       | 22.ª                                                 |                                                      | •                                                    | •                                                    | •                                                    | –                                                    | [ 22 ]                                               |
| 1953       | 23.ª                                                 |                                                      | •                                                    | •                                                    | •                                                    | –                                                    | [ 23 ]                                               |
| 1954       | 24.ª                                                 |                                                      | •                                                    | •                                                    | •                                                    | –                                                    | [ 24 ]                                               |
| 1955       | 25.ª                                                 |                                                      | •                                                    | •                                                    | •                                                    | –                                                    | [ 25 ]                                               |
| 1956       | 26.ª                                                 |                                                      | •                                                    | •                                                    | •                                                    | •                                                    | [ 26 ]                                               |
| 1957       | 27.ª                                                 |                                                      | •                                                    | •                                                    | •                                                    | •                                                    | [ 27 ]                                               |
| 1958       | 28.ª                                                 |                                                      | •                                                    | •                                                    | •                                                    | •                                                    | [ 28 ]                                               |
| 1959       | 29.ª                                                 |                                                      | •                                                    | •                                                    | •                                                    | •                                                    | [ 29 ]                                               |
| 1960       | 30.ª                                                 |                                                      | •                                                    | •                                                    | •                                                    | •                                                    | [ 30 ]                                               |
| 1961       | 31.ª                                                 |                                                      | •                                                    | •                                                    | •                                                    | •                                                    | [ 31 ]                                               |
| 1962       | 32.ª                                                 |                                                      | •                                                    | •                                                    | –                                                    | •                                                    | [ 32 ]                                               |
| 1963       | 33.ª                                                 |                                                      | •                                                    | •                                                    | –                                                    | •                                                    | [ 33 ]                                               |
| 1964       | 34.ª                                                 |                                                      | •                                                    | •                                                    | •                                                    | •                                                    | [ 34 ]                                               |
| 1965       | 35.ª                                                 |                                                      | •                                                    | •                                                    | •                                                    | •                                                    | [ 35 ]                                               |
| 1966       | 36.ª                                                 |                                                      | •                                                    | •                                                    | •                                                    | •                                                    | [ 36 ]                                               |
| 1967       | 37.ª                                                 |                                                      | •                                                    | •                                                    | •                                                    | •                                                    | [ 37 ]                                               |
| 1968       | 38.ª                                                 |                                                      | •                                                    | •                                                    | •                                                    | •                                                    | [ 38 ]                                               |
| 1969       | 39.ª                                                 |                                                      | •                                                    | •                                                    | •                                                    | •                                                    | [ 39 ]                                               |
| 1970       | 40.ª                                                 |                                                      | •                                                    | •                                                    | •                                                    | •                                                    | [ 40 ]                                               |
| 1971       | 41.ª                                                 |                                                      | •                                                    | •                                                    | •                                                    | •                                                    | [ 41 ]                                               |
| 1972       | 42.ª                                                 |                                                      | •                                                    | •                                                    | •                                                    | •                                                    | [ 42 ]                                               |
| 1973       | 43.ª                                                 |                                                      | •                                                    | •                                                    | •                                                    | •                                                    | [ 43 ]                                               |
| 1974       | 44.ª                                                 |                                                      | •                                                    | •                                                    | •                                                    | •                                                    | [ 44 ]                                               |
| 1975       | 45.ª                                                 |                                                      | •                                                    | •                                                    | •                                                    | •                                                    | [ 45 ]                                               |
| 1976       | 46.ª                                                 |                                                      | •                                                    | •                                                    | •                                                    | •                                                    | [ 46 ]                                               |
| 1977       | 47.ª                                                 |                                                      | •                                                    | •                                                    | •                                                    | •                                                    | [ 47 ]                                               |
| 1978       | 48.ª                                                 |                                                      | •                                                    | •                                                    | •                                                    | •                                                    | [ 48 ]                                               |
| 1979       | 49.ª                                                 |                                                      | •                                                    | •                                                    | •                                                    | •                                                    | [ 49 ]                                               |
| 1980       | 50.ª                                                 |                                                      | •                                                    | •                                                    | •                                                    | •                                                    | [ 50 ]                                               |
| 1981       | 51.ª                                                 |                                                      | •                                                    | •                                                    | •                                                    | •                                                    | [ 51 ]                                               |
| 1982       | 52.ª                                                 |                                                      | •                                                    | •                                                    | •                                                    | •                                                    | [ 52 ]                                               |
| 1983       | 53.ª                                                 |                                                      | •                                                    | •                                                    | –                                                    | •                                                    | [ 53 ]                                               |
| 1984       | 54.ª                                                 |                                                      | •                                                    | •                                                    | –                                                    | •                                                    | [ 54 ]                                               |
| 1985       | 55.ª                                                 |                                                      | •                                                    | •                                                    | •                                                    | •                                                    | [ 55 ]                                               |
| 1986       | 56.ª                                                 |                                                      | •                                                    | •                                                    | •                                                    | •                                                    | [ 56 ]                                               |
| 1987       | 57.ª                                                 |                                                      | •                                                    | •                                                    | •                                                    | •                                                    | [ 57 ]                                               |
| 1988       | 58.ª                                                 |                                                      | •                                                    | •                                                    | •                                                    | •                                                    | [ 58 ]                                               |
| 1989       | 59.ª                                                 |                                                      | •                                                    | •                                                    | •                                                    | •                                                    | [ 59 ]                                               |
| 1990       | 60.ª                                                 |                                                      | •                                                    | •                                                    | •                                                    | •                                                    | [ 60 ]                                               |
| 1991       | 61.ª                                                 |                                                      | •                                                    | •                                                    | •                                                    | •                                                    | [ 61 ]                                               |
| 1992       | 62.ª                                                 |                                                      | •                                                    | •                                                    | •                                                    | •                                                    | [ 62 ]                                               |
| 1993       | 63.ª                                                 |                                                      | •                                                    | •                                                    | •                                                    | •                                                    | [ 63 ]                                               |
| 1994       | 64.ª                                                 |                                                      | •                                                    | •                                                    | •                                                    | •                                                    | [ 64 ]                                               |
| 1995       | 65.ª                                                 |                                                      | •                                                    | •                                                    | •                                                    | •                                                    | [ 65 ]                                               |
| 1996       | 66.ª                                                 |                                                      | •                                                    | •                                                    | •                                                    | •                                                    | [ 66 ]                                               |
| 1997       | 67.ª                                                 |                                                      | •                                                    | •                                                    | •                                                    | •                                                    | [ 67 ]                                               |
| 1998       | 68.ª                                                 |                                                      | •                                                    | •                                                    | •                                                    | •                                                    | [ 68 ]                                               |
| 1999       | 69.ª                                                 |                                                      | •                                                    | •                                                    | •                                                    | •                                                    | [ 69 ]                                               |
| 2000       | 70.ª                                                 | Varsóvia                                             | •                                                    | •                                                    | •                                                    | •                                                    | [ 70 ]                                               |
| 2001       | 71.ª                                                 | Varsóvia                                             | •                                                    | •                                                    | –                                                    | •                                                    | [ 71 ]                                               |
| 2002       | 72.ª                                                 |                                                      | •                                                    | •                                                    | •                                                    | •                                                    | [ 72 ]                                               |
| 2003       | 73.ª                                                 | Sosnowiec                                            | •                                                    | •                                                    | •                                                    | •                                                    | [ 73 ]                                               |
| 2004       | 74.ª                                                 | Łódź                                                 | •                                                    | •                                                    | •                                                    | •                                                    | [ 74 ]                                               |
| 2005       | 75.ª                                                 | Opole                                                | •                                                    | •                                                    | •                                                    | •                                                    | [ 75 ]                                               |
| 2006       | 76.ª                                                 | Krynica                                              | •                                                    | •                                                    | •                                                    | •                                                    | [ 76 ]                                               |
| 2007       | 77.ª                                                 | Oświęcim                                             | •                                                    | •                                                    | •                                                    | •                                                    | [ 77 ]                                               |
| 2008       | 78.ª                                                 | Oświęcim                                             | •                                                    | •                                                    | •                                                    | •                                                    | [ 78 ]                                               |
| 2009       | 79.ª                                                 | Třinec, República Tcheca                             | •                                                    | •                                                    | •                                                    | •                                                    | [ 79 ]                                               |
| 2010       | 80.ª                                                 | Cieszyn                                              | •                                                    | •                                                    | •                                                    | •                                                    | [ 80 ]                                               |
| 2011       | 81.ª                                                 | Žilina, Eslováquia                                   | •                                                    | •                                                    | •                                                    | •                                                    | [ 81 ]                                               |
| 2012       | 82.ª                                                 | Ostrava, República Tcheca                            | •                                                    | •                                                    | •                                                    | •                                                    | [ 82 ]                                               |
| 2013       | 83.ª                                                 | Cieszyn                                              | •                                                    | •                                                    | •                                                    | •                                                    | [ 83 ]                                               |
| 2014       | 84.ª                                                 | Bratislava, Eslováquia                               | •                                                    | •                                                    | •                                                    | •                                                    | [ 84 ]                                               |
| 2015       | 85.ª                                                 | Budapeste, Hungria                                   | •                                                    | •                                                    | –                                                    | •                                                    | [ 85 ]                                               |
| 2016       | 86.ª                                                 | Třinec, República Tcheca                             | •                                                    | •                                                    | –                                                    | •                                                    | [ 86 ]                                               |
| 2017       | 87.ª                                                 | Katowice                                             | •                                                    | •                                                    | –                                                    | •                                                    | [ 87 ]                                               |

## Lista de medalhistas

### Individual masculino
| Evento                           | Ouro                                                                                                 | Prata                                                                                                | Bronze                                                                                               |
| Varsóvia 1922 (detalhes)         | Władysław Kuchar                                                                                     | ? | ? |
| Lvov 1923 (detalhes)             | Roman Kikiewicz                                                                                      | ? | ? |
| Varsóvia 1924 (detalhes)         | Roman Kikiewicz                                                                                      | ? | ? |
| 1925–1926                        | Não houve competição                                                                                 | Não houve competição                                                                                 | Não houve competição                                                                                 |
| 1927 (detalhes)                  | Roman Kikiewicz                                                                                      | ? | ? |
| 1928 (detalhes)                  | Roman Kikiewicz                                                                                      | ? | ? |
| 1929 (detalhes)                  | Roman Kikiewicz                                                                                      | ? | ? |
| 1930 (detalhes)                  | Roman Kikiewicz                                                                                      | ? | ? |
| 1931 (detalhes)                  | Zbigniew Iwasiewicz                                                                                  | ? | ? |
| 1932 (detalhes)                  | Zbigniew Iwasiewicz                                                                                  | ? | ? |
| 1933 (detalhes)                  | Zbigniew Iwasiewicz                                                                                  | ? | ? |
| 1934 (detalhes)                  | Bolesław Staniszewski                                                                                | ? | ? |
| 1935 (detalhes)                  | Artur Grobert                                                                                        | ? | ? |
| 1936 (detalhes)                  | Paweł Breslauer                                                                                      | ? | ? |
| 1937 (detalhes)                  | Paweł Breslauer                                                                                      | ? | ? |
| 1938 (detalhes)                  | Artur Breslauer                                                                                      | ? | ? |
| 1939 (detalhes)                  | Artur Breslauer                                                                                      | ? | ? |
| 1940–1946                        | Não houve competição devido à Segunda Guerra Mundial; 1946 não houve disputa do individual masculino | Não houve competição devido à Segunda Guerra Mundial; 1946 não houve disputa do individual masculino | Não houve competição devido à Segunda Guerra Mundial; 1946 não houve disputa do individual masculino |
| 1947 (detalhes)                  | Henryk Kosiorek                                                                                      | ? | ? |
| 1948                             | Não houve competição                                                                                 | Não houve competição                                                                                 | Não houve competição                                                                                 |
| 1949 (detalhes)                  | Paweł Wrocławski                                                                                     | ? | ? |
| 1950 (detalhes)                  | Leon Osadnik                                                                                         | ? | ? |
| 1951 (detalhes)                  | Karol Sojka                                                                                          | ? | ? |
| 1952 (detalhes)                  | Leon Osadnik                                                                                         | ? | ? |
| 1953 (detalhes)                  | Karol Sojka                                                                                          | ? | ? |
| 1954 (detalhes)                  | Leon Osadnik                                                                                         | ? | ? |
| 1955 (detalhes)                  | Zygmunt Kaczmarczyk                                                                                  | ? | ? |
| 1956 (detalhes)                  | Zygmunt Kaczmarczyk                                                                                  | ? | ? |
| 1957 (detalhes)                  | Zygmunt Kaczmarczyk                                                                                  | ? | ? |
| 1958 (detalhes)                  | Zygmunt Kaczmarczyk                                                                                  | ? | ? |
| 1959 (detalhes)                  | Henryk Hanzel                                                                                        | ? | ? |
| 1960 (detalhes)                  | Henryk Hanzel                                                                                        | ? | ? |
| 1961 (detalhes)                  | Franciszek Spitol                                                                                    | ? | ? |
| 1962 (detalhes)                  | Franciszek Spitol                                                                                    | ? | ? |
| 1963 (detalhes)                  | Franciszek Spitol                                                                                    | ? | ? |
| 1964 (detalhes)                  | Franciszek Spitol                                                                                    | ? | ? |
| 1965 (detalhes)                  | Franciszek Spitol                                                                                    | ? | ? |
| 1966 (detalhes)                  | Zdzisław Pieńkowski                                                                                  | ? | ? |
| 1967 (detalhes)                  | Piotr Roszko                                                                                         | ? | ? |
| 1968 (detalhes)                  | Zdzisław Pieńkowski                                                                                  | ? | ? |
| 1969 (detalhes)                  | Piotr Roszko                                                                                         | ? | ? |
| 1970 (detalhes)                  | Zdzisław Pieńkowski                                                                                  | ? | ? |
| 1971 (detalhes)                  | Mieczysław Szmuchert                                                                                 | ? | ? |
| 1972 (detalhes)                  | Ludwik Jankowski                                                                                     | ? | ? |
| 1973 (detalhes)                  | Jacek Tascher                                                                                        | ? | ? |
| 1974 (detalhes)                  | Jacek Żylski                                                                                         | ? | ? |
| 1975 (detalhes)                  | Jacek Tascher                                                                                        | ? | ? |
| 1976 (detalhes)                  | Grzegorz Głowania                                                                                    | ? | ? |
| 1977 (detalhes)                  | Grzegorz Głowania                                                                                    | ? | ? |
| 1978 (detalhes)                  | Grzegorz Głowania                                                                                    | ? | ? |
| 1979 (detalhes)                  | Ludwik Jankowski                                                                                     | ? | ? |
| 1980 (detalhes)                  | Grzegorz Głowania                                                                                    | ? | ? |
| 1981 (detalhes)                  | Grzegorz Filipowski                                                                                  | ? | ? |
| 1982 (detalhes)                  | Grzegorz Filipowski                                                                                  | ? | ? |
| 1983 (detalhes)                  | Grzegorz Filipowski                                                                                  | ? | ? |
| 1984 (detalhes)                  | Grzegorz Filipowski                                                                                  | ? | ? |
| 1985 (detalhes)                  | Grzegorz Filipowski                                                                                  | ? | ? |
| 1986 (detalhes)                  | Grzegorz Filipowski                                                                                  | ? | ? |
| 1987 (detalhes)                  | Przemysław Noworyta                                                                                  | ? | ? |
| 1988 (detalhes)                  | Przemysław Noworyta                                                                                  | ? | ? |
| 1989 (detalhes)                  | Przemysław Noworyta                                                                                  | ? | ? |
| 1990 (detalhes)                  | Marek Sząszor                                                                                        | ? | ? |
| 1991 (detalhes)                  | Tomasz Domkowski                                                                                     | ? | ? |
| Tarnów 1992 (detalhes)           | Robert Grzegorczyk                                                                                   | ? | ? |
| 1993 (detalhes)                  | Marek Sząszor                                                                                        | ? | ? |
| 1994 (detalhes)                  | Zbigniew Komorowski                                                                                  | ? | ? |
| 1995 (detalhes)                  | Robert Grzegorczyk                                                                                   | ? | ? |
| 1996 (detalhes)                  | Robert Grzegorczyk                                                                                   | ? | ? |
| 1997 (detalhes)                  | Robert Grzegorczyk                                                                                   | ? | ? |
| 1998 (detalhes)                  | Robert Grzegorczyk                                                                                   | ? | ? |
| 1999 (detalhes)                  | Robert Grzegorczyk                                                                                   | Marek Szaszor                                                                                        | nenhum outro competidor                                                                              |
| Varsóvia 2000 (detalhes)         | Robert Grzegorczyk                                                                                   | Bartosz Domański                                                                                     | nenhum outro competidor                                                                              |
| Varsóvia 2001 (detalhes)         | Robert Grzegorczyk                                                                                   | Bartosz Domański                                                                                     | Patryk Szałaśny                                                                                      |
| 2002 (detalhes)                  | Bartosz Domański                                                                                     | Krzysztof Komosa                                                                                     | nenhum outro competidor                                                                              |
| Sosnowiec 2003 (detalhes)        | Bartosz Domański                                                                                     | Krzysztof Komosa                                                                                     | nenhum outro competidor                                                                              |
| Łódź 2004 (detalhes)             | Maciej Kuś                                                                                           | Krzysztof Komosa                                                                                     | Lukasz Daros                                                                                         |
| Opole 2005 (detalhes)            | Maciej Kuś                                                                                           | Przemysław Domański                                                                                  | Krzysztof Komosa                                                                                     |
| Krynica 2006 (detalhes)          | Przemysław Domański                                                                                  | Bartosz Domański                                                                                     | Maciej Lewandowski                                                                                   |
| Oświęcim 2007 (detalhes)         | Przemysław Domański                                                                                  | Mateusz Chruściński                                                                                  | Konstantin Tupikow                                                                                   |
| Oświęcim 2008 (detalhes)         | Konstantin Tupikov                                                                                   | Przemysław Domański                                                                                  | Maciej Cieplucha                                                                                     |
| Třinec (CZE) 2009 (detalhes)     | Przemysław Domański                                                                                  | Konstantin Tupikov                                                                                   | Kamil Białas                                                                                         |
| Cieszyn 2010 (detalhes)          | Maciej Cieplucha                                                                                     | Kamil Białas                                                                                         | Sebastian Iwasaki                                                                                    |
| Žilina (SVK) 2011 (detalhes)     | Przemysław Domański                                                                                  | Maciej Cieplucha                                                                                     | Patrick Myzyk                                                                                        |
| Ostrava (CZE) 2012 (detalhes)    | Maciej Cieplucha                                                                                     | Sebastian Iwasaki                                                                                    | Kamil Białas                                                                                         |
| Cieszyn 2013 (detalhes)          | Patrick Myzyk                                                                                        | Kamil Białas                                                                                         | Kamil Dymowski                                                                                       |
| Bratislava (SVK) 2014 (detalhes) | Maciej Cieplucha                                                                                     | Krzysztof Gała                                                                                       | Kamil Dymowski                                                                                       |
| Budapeste (HUN) 2015 (detalhes)  | Patrick Myzyk                                                                                        | Krzysztof Gała                                                                                       | Łukasz Kędzierski                                                                                    |
| Třinec (CZE) 2016 (detalhes)     | Igor Reznichenko                                                                                     | Patrick Myzyk                                                                                        | Krzysztof Gała                                                                                       |
| Katowice 2017 (detalhes)         | Krzysztof Gała                                                                                       | Igor Reznichenko                                                                                     | Ryszard Gurtler                                                                                      |

### Individual feminino
| Evento                           | Ouro                                                 | Prata                                                | Bronze                                               |
| 1930 (detalhes)                  | Barbara Chachlewska                                  | ?                                                    | ?                                                    |
| 1931 (detalhes)                  | Barbara Śniadecka                                    | ?                                                    | ?                                                    |
| 1932 (detalhes)                  | Edyta Popowicz                                       | ?                                                    | ?                                                    |
| 1933 (detalhes)                  | Edyta Popowicz                                       | ?                                                    | ?                                                    |
| 1934 (detalhes)                  | Edyta Popowicz                                       | ?                                                    | ?                                                    |
| 1935 (detalhes)                  | Edyta Popowicz                                       | ?                                                    | ?                                                    |
| 1936 (detalhes)                  | Erna Scheibert                                       | ?                                                    | Halina Rajewska                                      |
| 1937 (detalhes)                  | Erna Scheibert                                       | ?                                                    | ?                                                    |
| 1938 (detalhes)                  | Erna Scheibert                                       | ?                                                    | ?                                                    |
| 1939 (detalhes)                  | Erna Scheibert                                       | ?                                                    | ?                                                    |
| 1940–1945                        | Não houve competição devido à Segunda Guerra Mundial | Não houve competição devido à Segunda Guerra Mundial | Não houve competição devido à Segunda Guerra Mundial |
| 1946 (detalhes)                  | Jadwiga Dąbrowska-Mętlewicz                          | ?                                                    | ?                                                    |
| 1947 (detalhes)                  | Jadwiga Dąbrowska-Mętlewicz                          | ?                                                    | ?                                                    |
| 1948                             | Não houve competição                                 | Não houve competição                                 | Não houve competição                                 |
| 1949 (detalhes)                  | Anna Bursche-Lindner                                 | ?                                                    | ?                                                    |
| 1950 (detalhes)                  | Anna Bursche-Lindner                                 | ?                                                    | ?                                                    |
| 1951 (detalhes)                  | Anna Bursche-Lindner                                 | ?                                                    | ?                                                    |
| 1952 (detalhes)                  | Anna Bursche-Lindner                                 | ?                                                    | ?                                                    |
| 1953 (detalhes)                  | Anna Bursche-Lindner                                 | ?                                                    | ?                                                    |
| 1954 (detalhes)                  | Barbara Jankowska                                    | ?                                                    | ?                                                    |
| 1955 (detalhes)                  | Barbara Jankowska                                    | ?                                                    | ?                                                    |
| 1956 (detalhes)                  | Barbara Jankowska                                    | ?                                                    | ?                                                    |
| 1957 (detalhes)                  | Barbara Jankowska                                    | ?                                                    | ?                                                    |
| 1958 (detalhes)                  | Barbara Jankowska                                    | ?                                                    | ?                                                    |
| 1959 (detalhes)                  | Krystyna Wąsik                                       | ?                                                    | ?                                                    |
| 1960 (detalhes)                  | Barbara Jankowska                                    | ?                                                    | ?                                                    |
| 1961 (detalhes)                  | Krystyna Wąsik                                       | ?                                                    | ?                                                    |
| 1962 (detalhes)                  | Elżbieta Kościk-Koczyba                              | ?                                                    | ?                                                    |
| 1963 (detalhes)                  | Elżbieta Kościk-Koczyba                              | ?                                                    | ?                                                    |
| 1964 (detalhes)                  | Elżbieta Kościk-Koczyba                              | ?                                                    | ?                                                    |
| 1965 (detalhes)                  | Elżbieta Kościk-Koczyba                              | ?                                                    | ?                                                    |
| 1966 (detalhes)                  | Elżbieta Kościk-Koczyba                              | ?                                                    | ?                                                    |
| 1967 (detalhes)                  | Elżbieta Kościk-Koczyba                              | ?                                                    | ?                                                    |
| 1968 (detalhes)                  | Elżbieta Kościk-Koczyba                              | ?                                                    | ?                                                    |
| 1969 (detalhes)                  | Mirosława Nowak                                      | ?                                                    | ?                                                    |
| 1970 (detalhes)                  | Mirosława Nowak                                      | ?                                                    | ?                                                    |
| 1971 (detalhes)                  | Urszula Zielińska                                    | ?                                                    | ?                                                    |
| 1972 (detalhes)                  | Urszula Zielińska                                    | ?                                                    | ?                                                    |
| 1973 (detalhes)                  | Urszula Zielińska                                    | ?                                                    | ?                                                    |
| 1974 (detalhes)                  | Grażyna Dudek                                        | ?                                                    | ?                                                    |
| 1975 (detalhes)                  | Grażyna Dudek                                        | ?                                                    | ?                                                    |
| 1976 (detalhes)                  | Grażyna Dudek                                        | ?                                                    | ?                                                    |
| 1977 (detalhes)                  | Grażyna Dudek                                        | ?                                                    | ?                                                    |
| 1978 (detalhes)                  | Grażyna Dudek                                        | ?                                                    | ?                                                    |
| Lodz 1979 (detalhes)             | Helena Chwila                                        | ?                                                    | Urszula Mucha                                        |
| 1980 (detalhes)                  | Helena Chwila                                        | ?                                                    | ?                                                    |
| 1981 (detalhes)                  | Helena Chwila                                        | ?                                                    | ?                                                    |
| 1982 (detalhes)                  | Barbara Każmierczak                                  | ?                                                    | ?                                                    |
| 1983 (detalhes)                  | Mirella Gawłowska                                    | ?                                                    | ?                                                    |
| 1984 (detalhes)                  | Helena Chwila                                        | ?                                                    | ?                                                    |
| 1985 (detalhes)                  | Mirella Gawłowska                                    | ?                                                    | ?                                                    |
| 1986 (detalhes)                  | Mirella Gawłowska                                    | ?                                                    | ?                                                    |
| 1987 (detalhes)                  | Mirella Gawłowska                                    | ?                                                    | ?                                                    |
| 1988 (detalhes)                  | Mirella Gawłowska                                    | ?                                                    | ?                                                    |
| 1989 (detalhes)                  | Mirella Gawłowska                                    | ?                                                    | ?                                                    |
| 1990 (detalhes)                  | Beata Zielińska                                      | ?                                                    | ?                                                    |
| 1991 (detalhes)                  | Zuzanna Szwed                                        | ?                                                    | ?                                                    |
| Tarnów 1992 (detalhes)           | Zuzanna Szwed                                        | Anna Rechnio                                         | ?                                                    |
| 1993 (detalhes)                  | Zuzanna Szwed                                        | Anna Rechnio                                         | Magdalena Komorowska                                 |
| 1994 (detalhes)                  | Anna Rechnio                                         | Zuzanna Szwed                                        | Magdalena Komorowska                                 |
| 1925 (detalhes)                  | Zuzanna Szwed                                        | Anna Rechnio                                         | Magdalena Komorowska                                 |
| 1996 (detalhes)                  | Zuzanna Szwed                                        | Anna Rechnio                                         | Sabina Wojtala                                       |
| 1997 (detalhes)                  | Anna Rechnio                                         | Zuzanna Szwed                                        | ?                                                    |
| 1998 (detalhes)                  | Anna Rechnio                                         | Sabina Wojtala                                       | Zuzanna Szwed                                        |
| 1999 (detalhes)                  | Sabina Wojtala                                       | Anna Rechnio                                         | Rita Chałubińska                                     |
| Varsóvia 2000 (detalhes)         | Sabina Wojtala                                       | Anna Rechnio                                         | Katarzyna Zembron                                    |
| Varsóvia 2001 (detalhes)         | Sabina Wojtala                                       | Iwona Szczepka                                       | nenhuma outro competidora                            |
| 2002 (detalhes)                  | Sabina Wojtala                                       | ?                                                    | Aleksandra Żelichowska                               |
| Sosnowiec 2003 (detalhes)        | Sabina Wojtala                                       | Anna Jurkiewicz                                      | Oktawia Ścibior                                      |
| Łódź 2004 (detalhes)             | Anna Zawada                                          | Maria Mordarska                                      | Aleksandra Żelichowska                               |
| Opole 2005 (detalhes)            | Ilona Senderek                                       | Magdalena Leska                                      | Maria Mordarska                                      |
| Krynica 2006 (detalhes)          | Sabina Wojtala                                       | Ilona Senderek                                       | Adriana Grabowska                                    |
| Oświęcim 2007 (detalhes)         | Anna Jurkiewicz                                      | Katarzyna Dusik                                      | Ilona Senderek                                       |
| Oświęcim 2008 (detalhes)         | Anna Jurkiewicz                                      | Aneta Michałek                                       | Laura Czarnotta                                      |
| Třinec (CZE) 2009 (detalhes)     | Anna Jurkiewicz                                      | Alexandria Riordan                                   | nenhuma outro competidora                            |
| Cieszyn 2010 (detalhes)          | Aneta Michałek                                       | Anna Jurkiewicz                                      | Olga Szelc                                           |
| Žilina (SVK) 2011 (detalhes)     | Anna Jurkiewicz                                      | Aneta Michałek                                       | Krystyna Klimczak                                    |
| Ostrava (CZE) 2012 (detalhes)    | Alexandra Kamieniecki                                | Agata Kryger                                         | Krystyna Klimczak                                    |
| Cieszyn 2013 (detalhes)          | Agata Kryger                                         | Aneta Michałek                                       | Marta Olczak                                         |
| Bratislava (SVK) 2014 (detalhes) | Agata Kryger                                         | Alexandra Kamieniecki                                | Marcelina Lech                                       |
| Budapeste (HUN) 2015 (detalhes)  | Agata Kryger                                         | Agnieszka Rejment                                    | Anna Siedlecka                                       |
| Třinec (CZE) 2016 (detalhes)     | Aleksandra Rudolf                                    | Agnieszka Rejment                                    | Coleitte Kaminski                                    |
| Katowice 2017 (detalhes)         | Elżbieta Gabryszak                                   | Agnieszka Rejment                                    | Coco Colette Kaminski                                |

### Duplas
| Evento                           | Ouro                                                                                   | Prata                                                                                  | Bronze                                                                                 |
| Varsóvia 1922 (detalhes)         | Olga Przedrzymirska Henryk Juliusz K-Przedrzymirski                                    | ?                                                                                      | ?                                                                                      |
| Lvov 1923 (detalhes)             | Olga Przedrzymirska Henryk Juliusz K-Przedrzymirski                                    | ?                                                                                      | ?                                                                                      |
| Varsóvia 1924 (detalhes)         | Olga Przedrzymirska Henryk Juliusz K-Przedrzymirski                                    | ?                                                                                      | ?                                                                                      |
| 1925–1926                        | Não houve competição                                                                   | Não houve competição                                                                   | Não houve competição                                                                   |
| 1927 (detalhes)                  | Zofia Bilorówna Tadeusz Kowalski                                                       | ?                                                                                      | ?                                                                                      |
| 1928 (detalhes)                  | Zofia Bilorówna Tadeusz Kowalski                                                       | ?                                                                                      | ?                                                                                      |
| 1929 (detalhes)                  | Zofia Bilorówna Tadeusz Kowalski                                                       | ?                                                                                      | ?                                                                                      |
| 1930 (detalhes)                  | Zofia Bilorówna Tadeusz Kowalski                                                       | ?                                                                                      | ?                                                                                      |
| 1931 (detalhes)                  | Zofia Bilorówna Tadeusz Kowalski                                                       | ?                                                                                      | ?                                                                                      |
| 1932 (detalhes)                  | Zofia Bilorówna Tadeusz Kowalski                                                       | ?                                                                                      | ?                                                                                      |
| 1933 (detalhes)                  | Zofia Bilorówna Tadeusz Kowalski                                                       | ?                                                                                      | ?                                                                                      |
| 1934 (detalhes)                  | Zofia Bilorówna Tadeusz Kowalski                                                       | ?                                                                                      | ?                                                                                      |
| 1935 (detalhes)                  | Zofia Bilorówna Tadeusz Kowalski                                                       | ?                                                                                      | ?                                                                                      |
| 1936 (detalhes)                  | Stefania Kalus Erwin Kalus                                                             | ?                                                                                      | ?                                                                                      |
| 1937 (detalhes)                  | Stefania Kalus Erwin Kalus                                                             | ?                                                                                      | ?                                                                                      |
| 1938 (detalhes)                  | Stefania Kalus Erwin Kalus                                                             | ?                                                                                      | ?                                                                                      |
| 1939 (detalhes)                  | Stefania Kalus Erwin Kalus                                                             | ?                                                                                      | ?                                                                                      |
| 1940–1946                        | Não houve competição devido à Segunda Guerra Mundial; 1946 não houve disputa de duplas | Não houve competição devido à Segunda Guerra Mundial; 1946 não houve disputa de duplas | Não houve competição devido à Segunda Guerra Mundial; 1946 não houve disputa de duplas |
| 1947 (detalhes)                  | Barbara Łaniewska Bogdan Owczarek                                                      | ?                                                                                      | ?                                                                                      |
| 1948                             | Não houve competição                                                                   | Não houve competição                                                                   | Não houve competição                                                                   |
| 1949 (detalhes)                  | Joanna Ziaja Paweł Wrocławski                                                          | ?                                                                                      | ?                                                                                      |
| 1950 (detalhes)                  | Joanna Ziaja Paweł Wrocławski                                                          | ?                                                                                      | ?                                                                                      |
| 1951 (detalhes)                  | Janina Leszczyńska-Jajszczok Karol Sojka                                               | ?                                                                                      | ?                                                                                      |
| 1952 (detalhes)                  | Janina Leszczyńska-Jajszczok Karol Sojka                                               | ?                                                                                      | ?                                                                                      |
| 1953 (detalhes)                  | Janina Leszczyńska-Jajszczok Karol Sojka                                               | ?                                                                                      | ?                                                                                      |
| 1954 (detalhes)                  | Anna Bursche-Lindner Leon Osadnik                                                      | ?                                                                                      | ?                                                                                      |
| 1955 (detalhes)                  | Anna Bursche-Lindner Leon Osadnik                                                      | ?                                                                                      | ?                                                                                      |
| 1956 (detalhes)                  | Anna Bursche-Lindner Leon Osadnik                                                      | ?                                                                                      | ?                                                                                      |
| 1957 (detalhes)                  | Barbara Jankowska Zygmunt Kaczmarczyk                                                  | ?                                                                                      | ?                                                                                      |
| 1958 (detalhes)                  | Barbara Jankowska Zygmunt Kaczmarczyk                                                  | ?                                                                                      | ?                                                                                      |
| 1959 (detalhes)                  | Barbara Jankowska Zygmunt Kaczmarczyk                                                  | ?                                                                                      | ?                                                                                      |
| 1960 (detalhes)                  | Krystyna Wąsik Zygmunt Kaczmarczyk                                                     | ?                                                                                      | ?                                                                                      |
| 1961 (detalhes)                  | Krystyna Wąsik Zygmunt Kaczmarczyk                                                     | ?                                                                                      | ?                                                                                      |
| 1962– (detalhes)                 | ?                                                                                      | ?                                                                                      | ?                                                                                      |
| 1963 (detalhes)                  | No senior pairs' competition held                                                      | ?                                                                                      | ?                                                                                      |
| 1964 (detalhes)                  | Grażyna Niwińska Zbigniew Steinke                                                      | ?                                                                                      | ?                                                                                      |
| 1965 (detalhes)                  | Janina Poremska Piotr Sczypa                                                           | ?                                                                                      | ?                                                                                      |
| 1966 (detalhes)                  | Janina Poremska Piotr Sczypa                                                           | ?                                                                                      | ?                                                                                      |
| 1967 (detalhes)                  | Janina Poremska Piotr Sczypa                                                           | ?                                                                                      | ?                                                                                      |
| 1968 (detalhes)                  | Janina Poremska Piotr Sczypa                                                           | ?                                                                                      | ?                                                                                      |
| 1969 (detalhes)                  | Janina Poremska Piotr Sczypa                                                           | ?                                                                                      | ?                                                                                      |
| 1970 (detalhes)                  | Janina Poremska Piotr Sczypa                                                           | ?                                                                                      | ?                                                                                      |
| 1971 (detalhes)                  | Grażyna Osmańska-Kostrzewińska Adam Brodecki                                           | ?                                                                                      | ?                                                                                      |
| 1972 (detalhes)                  | Grażyna Osmańska-Kostrzewińska Adam Brodecki                                           | ?                                                                                      | ?                                                                                      |
| 1973 (detalhes)                  | Teresa Skrzek Piotr Sczypa                                                             | ?                                                                                      | ?                                                                                      |
| 1974 (detalhes)                  | Teresa Skrzek Piotr Sczypa                                                             | ?                                                                                      | ?                                                                                      |
| 1975 (detalhes)                  | Teresa Skrzek Piotr Sczypa                                                             | ?                                                                                      | ?                                                                                      |
| 1976 (detalhes)                  | Teresa Wrona Ludwik Żabiński                                                           | ?                                                                                      | ?                                                                                      |
| 1977 (detalhes)                  | Teresa Wrona Piotr Sczypa                                                              | ?                                                                                      | ?                                                                                      |
| 1978 (detalhes)                  | Elżbieta Łuczyńska Marek Chrolenko                                                     | ?                                                                                      | ?                                                                                      |
| 1979 (detalhes)                  | Maria Jeżak Lech Matuszewski                                                           | ?                                                                                      | ?                                                                                      |
| 1980 (detalhes)                  | Maria Jeżak Lech Matuszewski                                                           | ?                                                                                      | ?                                                                                      |
| 1981 (detalhes)                  | Maria Jeżak Lech Matuszewski                                                           | ?                                                                                      | ?                                                                                      |
| 1982 (detalhes)                  | Ewa Czyż Tadeusz Jankowski                                                             | ?                                                                                      | ?                                                                                      |
| 1983–1984                        | Não houve disputa de duplas                                                            | Não houve disputa de duplas                                                            | Não houve disputa de duplas                                                            |
| 1947 (detalhes)                  | Barbara Łaniewska Bogdan Owczarek                                                      | ?                                                                                      | ?                                                                                      |
| 1985 (detalhes)                  | Iwona Oliwa Piotr Szczerbowski                                                         | ?                                                                                      | ?                                                                                      |
| 1986 (detalhes)                  | Iwona Oliwa Piotr Szczerbowski                                                         | ?                                                                                      | ?                                                                                      |
| 1987 (detalhes)                  | Anna Wikłacz Piotr Szczerbowski                                                        | ?                                                                                      | ?                                                                                      |
| 1988 (detalhes)                  | Anna Wikłacz Piotr Szczerbowski                                                        | ?                                                                                      | ?                                                                                      |
| 1989 (detalhes)                  | Anna Górecka Arkadiusz Górecki                                                         | ?                                                                                      | ?                                                                                      |
| 1990 (detalhes)                  | Katarzyna Głowacka Krzysztof Korcarz                                                   | ?                                                                                      | ?                                                                                      |
| 1991 (detalhes)                  | Katarzyna Głowacka Krzysztof Korcarz                                                   | ?                                                                                      | ?                                                                                      |
| Tarnów 1992 (detalhes)           | Beata Zielińska Mariusz Siudek                                                         | ?                                                                                      | ?                                                                                      |
| 1993 (detalhes)                  | Beata Zielińska Mariusz Siudek                                                         | ?                                                                                      | ?                                                                                      |
| 1994 (detalhes)                  | Marta Głuchowska Mariusz Siudek                                                        | ?                                                                                      | ?                                                                                      |
| 1995 (detalhes)                  | Dorota Zagórska Mariusz Siudek                                                         | ?                                                                                      | Sabina Wojtala Janusz Komendera                                                        |
| 1996 (detalhes)                  | Dorota Zagórska Mariusz Siudek                                                         | ?                                                                                      | ?                                                                                      |
| 1997 (detalhes)                  | Dorota Zagórska Mariusz Siudek                                                         | ?                                                                                      | ?                                                                                      |
| 1998 (detalhes)                  | Dorota Zagórska Mariusz Siudek                                                         | ?                                                                                      | ?                                                                                      |
| 1999 (detalhes)                  | Dorota Zagórska Mariusz Siudek                                                         | nenhum outro competidor                                                                | nenhum outro competidor                                                                |
| Varsóvia 2000 (detalhes)         | Dorota Zagórska Mariusz Siudek                                                         | ?                                                                                      | ?                                                                                      |
| 2001                             | Não houve disputa de duplas                                                            | Não houve disputa de duplas                                                            | Não houve disputa de duplas                                                            |
| 2002 (detalhes)                  | Dorota Zagórska Mariusz Siudek                                                         | Aneta Kowalska Artur Szeliski                                                          | nenhum outro competidor                                                                |
| Sosnowiec 2003 (detalhes)        | Dorota Zagórska Mariusz Siudek                                                         | nenhum outro competidor                                                                | nenhum outro competidor                                                                |
| Łódź 2004 (detalhes)             | Dorota Zagórska Mariusz Siudek                                                         | nenhum outro competidor                                                                | nenhum outro competidor                                                                |
| Opole 2005 (detalhes)            | Dominika Piątkowska Dmitri Khromin                                                     | nenhum outro competidor                                                                | nenhum outro competidor                                                                |
| Krynica 2006 (detalhes)          | Dominika Piątkowska Dmitri Khromin                                                     | nenhum outro competidor                                                                | nenhum outro competidor                                                                |
| Oświęcim 2007 (detalhes)         | Dominika Piątkowska Dmitri Khromin                                                     | Krystyna Klimczak Janusz Karweta                                                       | nenhum outro competidor                                                                |
| Oświęcim 2008 (detalhes)         | Krystyna Klimczak Janusz Karweta                                                       | nenhum outro competidor                                                                | nenhum outro competidor                                                                |
| Třinec (CZE) 2009 (detalhes)     | Joanna Sulej Mateusz Chruściński                                                       | Krystyna Klimczak Janusz Karweta                                                       | Elizabeth Harb Patryk Szałaśny                                                         |
| Cieszyn 2010 (detalhes)          | Joanna Sulej Mateusz Chruściński                                                       | Elizabeth Harb Patryk Szałaśny                                                         | Magdalena Klatka Radosław Chruściński                                                  |
| Žilina (SVK) 2011 (detalhes)     | Magdalena Klatka Radosław Chruściński                                                  | Aleksandra Malinkiewicz Sebastian Lofek                                                | Anna Siedlecka Jakub Tyc                                                               |
| Ostrava (CZE) 2012 (detalhes)    | Magdalena Klatka Radosław Chruściński                                                  | Aleksandra Malinkiewicz Sebastian Lofek                                                | Magdalena Jaskółka Piotr Snopek                                                        |
| Cieszyn 2013 (detalhes)          | Marcelina Lech Jakub Tyc                                                               | Marya Kozina Janusz Karweta                                                            | nenhum outro competidor                                                                |
| Bratislava (SVK) 2014 (detalhes) | Magdalena Klatka Radosław Chruściński                                                  | nenhum outro competidor                                                                | nenhum outro competidor                                                                |
| 2015–2017                        | Não houve disputa de duplas                                                            | Não houve disputa de duplas                                                            | Não houve disputa de duplas                                                            |

### Dança no gelo
| Evento                           | Ouro                                   | Prata                                | Bronze                             |
| 1956 (detalhes)                  | Anna Bursche-Lindner Leon Osadnik      | ?                                    | ?                                  |
| 1957 (detalhes)                  | Anna Bursche-Lindner Leon Osadnik      | ?                                    | ?                                  |
| 1958 (detalhes)                  | Hanna Dąbrowska Zygmunt Kaczmarczyk    | ?                                    | ?                                  |
| 1959 (detalhes)                  | Elżbieta Zdankiewicz Emanuel Koczyba   | ?                                    | ?                                  |
| 1960 (detalhes)                  | Elżbieta Zdankiewicz Emanuel Koczyba   | ?                                    | ?                                  |
| 1961 (detalhes)                  | Elżbieta Zdankiewicz Emanuel Koczyba   | ?                                    | ?                                  |
| 1962 (detalhes)                  | Elżbieta Zdankiewicz Emanuel Koczyba   | ?                                    | ?                                  |
| 1963 (detalhes)                  | Magda Erlich Jan Erlich                | ?                                    | ?                                  |
| 1964 (detalhes)                  | Genowefa Malczak Piotr Jankowski       | ?                                    | ?                                  |
| 1965 (detalhes)                  | Anna Utrysko Janusz Konopka            | ?                                    | ?                                  |
| 1966 (detalhes)                  | Genowefa Malczak Piotr Jankowski       | ?                                    | ?                                  |
| 1967 (detalhes)                  | Genowefa Malczak Piotr Jankowski       | ?                                    | ?                                  |
| 1968 (detalhes)                  | Teresa Weyna Piotr Bojańczyk           | ?                                    | ?                                  |
| 1969 (detalhes)                  | Teresa Weyna Piotr Bojańczyk           | ?                                    | ?                                  |
| 1970 (detalhes)                  | Teresa Weyna Piotr Bojańczyk           | ?                                    | ?                                  |
| 1971 (detalhes)                  | Teresa Weyna Piotr Bojańczyk           | ?                                    | ?                                  |
| 1972 (detalhes)                  | Teresa Weyna Piotr Bojańczyk           | ?                                    | ?                                  |
| 1973 (detalhes)                  | Teresa Weyna Piotr Bojańczyk           | ?                                    | ?                                  |
| 1974 (detalhes)                  | Teresa Weyna Piotr Bojańczyk           | ?                                    | ?                                  |
| 1975 (detalhes)                  | Teresa Weyna Piotr Bojańczyk           | ?                                    | ?                                  |
| 1976 (detalhes)                  | Teresa Weyna Piotr Bojańczyk           | ?                                    | ?                                  |
| 1977 (detalhes)                  | Halina Gordon-Półtorak Tadeusz Góra    | ?                                    | ?                                  |
| 1978 (detalhes)                  | Jolanta Wesołowska Andrzej Alberczak   | Halina Gordon-Półtorak Jacek Tascher | ?                                  |
| 1979 (detalhes)                  | Jolanta Wesołowska Andrzej Alberczak   | Halina Gordon-Półtorak Jacek Tascher | ?                                  |
| 1980 (detalhes)                  | Jolanta Wesołowska Andrzej Alberczak   | ?                                    | ?                                  |
| 1981 (detalhes)                  | Iwona Bielas Jacek Jasiaczek           | ?                                    | ?                                  |
| 1982 (detalhes)                  | Jolanta Wesołowska Andrzej Alberczak   | ?                                    | ?                                  |
| 1983 (detalhes)                  | Bożena Wierzchowska Robert Kazanowski  | ?                                    | ?                                  |
| 1984 (detalhes)                  | Bożena Wierzchowska Robert Kazanowski  | ?                                    | ?                                  |
| 1985 (detalhes)                  | Honorata Górna Andrzej Dostatni        | ?                                    | ?                                  |
| 1986 (detalhes)                  | Beata Kawełczyk Tomasz Politański      | ?                                    | ?                                  |
| 1987 (detalhes)                  | Honorata Górna Andrzej Dostatni        | ?                                    | ?                                  |
| 1988 (detalhes)                  | Honorata Górna Andrzej Dostatni        | ?                                    | ?                                  |
| 1989 (detalhes)                  | Małgorzata Grajcar Andrzej Dostatni    | ?                                    | ?                                  |
| 1990 (detalhes)                  | Małgorzata Grajcar Andrzej Dostatni    | ?                                    | ?                                  |
| 1991 (detalhes)                  | Małgorzata Grajcar Andrzej Dostatni    | ?                                    | ?                                  |
| 1992 (detalhes)                  | Agnieszka Domańska Marcin Głowacki     | ?                                    | ?                                  |
| 1993 (detalhes)                  | Agnieszka Domańska Marcin Głowacki     | ?                                    | ?                                  |
| 1994 (detalhes)                  | Agnieszka Domańska Marcin Głowacki     | ?                                    | ?                                  |
| 1995 (detalhes)                  | Sylwia Nowak Sebastian Kolasiński      | ?                                    | ?                                  |
| 1996 (detalhes)                  | Sylwia Nowak Sebastian Kolasiński      | ?                                    | ?                                  |
| 1997 (detalhes)                  | Sylwia Nowak Sebastian Kolasiński      | ?                                    | ?                                  |
| 1998 (detalhes)                  | Sylwia Nowak Sebastian Kolasiński      | ?                                    | ?                                  |
| 1999 (detalhes)                  | Sylwia Nowak Sebastian Kolasiński      | Agata Błażowska Marcin Kozubek       | Julia Clare Keeble Łukasz Zalewski |
| Varsóvia 2000 (detalhes)         | Sylwia Nowak Sebastian Kolasiński      | Agata Błażowska Marcin Kozubek       | Aleksandra Kauc Filip Bernadowski  |
| Varsóvia 2001 (detalhes)         | Sylwia Nowak Sebastian Kolasiński      | Agata Błażowska Marcin Kozubek       | Aleksandra Kauc Filip Bernadowski  |
| 2002 (detalhes)                  | Sylwia Nowak Sebastian Kolasiński      | Agata Błażowska Marcin Kozubek       | Agnieszka Dulej Sławomir Janicki   |
| Sosnowiec 2003 (detalhes)        | Sylwia Nowak Sebastian Kolasiński      | Agnieszka Dulej Sławomir Janicki     | nenhum outro competidor            |
| Łódź 2004 (detalhes)             | Aleksandra Kauc Michał Zych            | Agnieszka Dulej Sławomir Janicki     | Maria Bińczyk Michał Tomaszewski   |
| Opole 2005 (detalhes)            | Aleksandra Kauc Michał Zych            | nenhum outro competidor              | nenhum outro competidor            |
| Krynica 2006 (detalhes)          | Aleksandra Kauc Michał Zych            | nenhum outro competidor              | nenhum outro competidor            |
| Varsóvia 2007 (detalhes)         | Joanna Budner Jan Mościcki             | nenhum outro competidor              | nenhum outro competidor            |
| Oświęcim 2008 (detalhes)         | Joanna Budner Jan Mościcki             | nenhum outro competidor              | nenhum outro competidor            |
| Třinec (CZE) 2009 (detalhes)     | Joanna Budner Jan Mościcki             | nenhum outro competidor              | nenhum outro competidor            |
| Cieszyn 2010 (detalhes)          | Anastasia Vykhodtseva Jan Mościcki     | nenhum outro competidor              | nenhum outro competidor            |
| Žilina (SVK) 2011 (detalhes)     | Alexandra Zvorigina Maciej Bernadowski | Justyna Plutowska Dawid Pietrzyński  | nenhum outro competidor            |
| Ostrava (CZE) 2012 (detalhes)    | Alexandra Zvorigina Maciej Bernadowski | Natalia Kaliszek Michał Kaliszek     | nenhum outro competidor            |
| Cieszyn 2013 (detalhes)          | Alexandra Zvorigina Maciej Bernadowski | Justyna Plutowska Peter Gerber       | Natalia Kaliszek Michał Kaliszek   |
| Bratislava (SVK) 2014 (detalhes) | Justyna Plutowska Peter Gerber         | nenhum outro competidor              | nenhum outro competidor            |
| Budapeste (HUN) 2015 (detalhes)  | Natalia Kaliszek Maksym Spodyriev      | Beatrice Tomczak Damian Bińkowski    | nenhum outro competidor            |
| Třinec (CZE) 2016 (detalhes)     | Natalia Kaliszek Maksym Spodyriev      | nenhum outro competidor              | nenhum outro competidor            |
| Katowice 2017 (detalhes)         | Natalia Kaliszek Maksym Spodyriev      | nenhum outro competidor              | nenhum outro competidor            |